# Homeland - Caccia alla spia
Homeland - Caccia alla spia (Homeland) è una serie televisiva statunitense sviluppata da Howard Gordon e Alex Gansa, trasmessa dal 2 ottobre 2011 al 26 aprile 2020 sul canale via cavo Showtime per 96 episodi in otto stagioni. È basata sulla serie televisiva israeliana Hatufim creata da Gideon Raff.
La serie ha per protagonista Carrie Mathison (Claire Danes), un'agente della CIA affetta da disturbo bipolare.

## Trama

### Prima stagione
Nicholas Brody, un sergente dei Marine ritenuto scomparso in azione nella guerra in Iraq, viene liberato dopo otto anni di prigionia. Una volta ritornato a casa, l'intera nazione lo elegge immediatamente a eroe di guerra. Carrie Mathison, un'analista della CIA, è l'unica a credere che in realtà egli rappresenti una seria minaccia per il Paese: identifica infatti in Brody uno sconosciuto prigioniero di guerra americano convertitosi all'Islam e passato al servizio di al-Qaida. Rendendosi conto delle difficoltà di provare la sua tesi e di convincere i suoi superiori a mettere sotto sorveglianza il sergente, Carrie inizia a indagare segretamente sulla figura di Nicholas Brody, per prevenire un altro attacco terroristico sul suolo americano.

### Seconda stagione
Carrie continua la sua caccia al leader terrorista Abu Nazir, pur mantenendo con Brody un rapporto tra il personale e professionale. Brody è costretto a lavorare più strettamente con i servizi segreti; Jessica Brody lotta per mantenere in piedi la famiglia nonostante la crescente difficoltà di comunicazione con il marito. Saul scopre un complotto clandestino. Una bomba nascosta sull'auto di Brody viene fatta esplodere alla commemorazione del vicepresidente degli Stati Uniti William Walden e uccide duecento persone tra cui il vicedirettore, la sua famiglia e molti agenti CIA.

### Terza stagione
Carrie ha ottenuto notevoli risultati per risolvere l'ultima crisi alla CIA e nello stesso tempo si occupa di un segreto molto personale: è incinta di Brody. Saul deve camminare sul filo del rasoio e fare il doppio gioco per mantenere il suo lavoro alla CIA nel contempo cerca di salvare il suo matrimonio; Brody è a Caracas e lotta per sopravvivere; successivamente verrà recuperato dagli uomini di Saul e gli verrà chiesto di eliminare Akbari, capo dell'intelligence in Iran. Quinn ha una crisi di fiducia. Brody viene catturato in Iran e dopo un interrogatorio viene giustiziato pubblicamente tramite impiccagione; Carrie assiste impotente tra la folla.

### Quarta stagione
La carriera di Carrie alla CIA decolla quando diventa un capo stazione in Pakistan in una regione estremamente instabile, ma ogni attacco di drone e ogni raid hanno un costo e lei impara in fretta il vero prezzo del potere. Saul combatte per rimanere nell'intelligence.

### Quinta stagione
Il gioco è cambiato per Carrie Mathison. Ormai è fuori dalla CIA e vive a Berlino; sta cercando di iniziare una nuova vita, ma si rende conto di essere un bersaglio. Il pericolo aumenta e si rende conto che senza Saul e Quinn su cui fare affidamento lei non è mai stata più a rischio come ora.

### Sesta stagione
Carrie si è trasferita a New York e lavora in uno studio legale che offre assistenza "pro bono" a vittime di persecuzioni da parte del governo statunitense preoccupato dal problema del terrorismo. Parallelamente avviene l'insediamento di un nuovo Presidente, una donna la cui storia si intreccia a quella della protagonista.

### Settima stagione
Carrie ha lasciato il lavoro alla Casa Bianca e si è trasferita di nuovo a Washington per vivere con sua sorella Maggie. Affronta l'amministrazione Keane per assicurare il rilascio dei duecento membri della comunità dell'intelligence che sono stati arrestati sotto gli ordini del presidente Keane nella stagione precedente.

### Ottava stagione
Saul, Consigliere della Sicurezza Nazionale del neo Presidente Warner, viene inviato in Afghanistan per avviare i negoziati di pace con i talebani. Saul ha ancora bisogno dell'aiuto di Carrie, che nel frattempo sta recuperando dal lungo periodo di prigionia trascorso in Russia.

## Episodi
| Stagione         | Episodi | Prima TV USA | Prima TV Italia |
| ---------------- | ------- | ------------ | --------------- |
| Prima stagione   | 12      | 2011         | 2012            |
| Seconda stagione | 12      | 2012         | 2013            |
| Terza stagione   | 12      | 2013         | 2013            |
| Quarta stagione  | 12      | 2014         | 2014            |
| Quinta stagione  | 12      | 2015         | 2015-2016       |
| Sesta stagione   | 12      | 2017         | 2017            |
| Settima stagione | 12      | 2018         | 2018            |
| Ottava stagione  | 12      | 2020         | 2020            |

## Personaggi e interpreti

### Personaggi principali
- Carrie Mathison (stagioni 1-8), interpretata da Claire Danes, doppiata da Barbara De Bortoli.
È un'analista operativa della CIA assegnata al Centro Antiterrorismo. Soffre di un disturbo bipolare, come suo padre.
- Nicholas Brody (stagioni 1-3; guest star stagione 4), interpretato da Damian Lewis, doppiato da Riccardo Scarafoni.
È un sergente dei Marine, liberato dopo essere stato prigioniero di al-Qaida per otto anni.
- Jessica Brody (stagioni 1-3), interpretata da Morena Baccarin, doppiata da Federica De Bortoli.
È la moglie di Nicholas Brody.
- David Estes (stagioni 1-2), interpretato da David Harewood, doppiato da Roberto Draghetti.
È il direttore del Centro Antiterrorismo della CIA, nonché capo di Carrie.
- Mike Faber (stagioni 1-2; guest star stagione 3), interpretato da Diego Klattenhoff, doppiato da Fabio Boccanera.
È un capitano dei Marine. È il migliore amico di Nicholas, e presumendo la sua morte ha iniziato una relazione con Jessica.
- Chris Brody (stagioni 1-3), interpretato da Jackson Pace, doppiato da Francesco Ferri.
È il figlio minore di Nicholas Brody.
- Dana Brody (stagioni 1-3), interpretata da Morgan Saylor, doppiata da Giulia Tarquini.
È la figlia maggiore di Nicholas Brody.
- Saul Berenson (stagioni 1-8), interpretato da Mandy Patinkin, doppiato da Stefano De Sando.
È il Capo Divisione in Medio Oriente della CIA. È il mentore di Carrie. In seguito consigliere per la sicurezza nazionale.
- William Walden (stagione 2; ricorrente stagione 1), interpretato Jamey Sheridan, doppiato da Carlo Sabatini.
È il vicepresidente degli Stati Uniti d'America ed ex direttore della CIA.
- Virgil Piotrowski (stagione 2; ricorrente stagioni 1, 3), interpretato da David Marciano, doppiato da Ambrogio Colombo.
È un contatto di Carrie, che l'aiuta nella sorveglianza di Brody.
- Abu Nazir (stagione 2; ricorrente stagione 1; guest star stagione 3), interpretato da Navid Negahban, doppiato da Stefano Thermes.
È un alto membro di al-Qaida.
- Peter Quinn (stagioni 3-6; ricorrente stagione 2), interpretato da Rupert Friend, doppiato da Edoardo Stoppacciaro.
È un agente della CIA. Il suo vero nome è John.
- Mira Berenson (stagione 3; ricorrente stagioni 1, 4; guest star stagioni 2, 6), interpretata da Sarita Choudhury, doppiata da Roberta Greganti.
È la moglie di Saul Berenson che, a seguito di una discussione con Saul, si trasferisce in India.
- Andrew Lockhart (stagioni 3-4), interpretato da Tracy Letts, doppiato da Gino La Monica.
Senatore che presiede la commissione che indaga sull'esplosione alla CIA.
- Dar Adal (stagioni 3, 5-6; ricorrente stagione 4; guest star stagioni 2, 7), interpretato da F. Murray Abraham, doppiato da Michele Kalamera.
Ex agente dell'intelligence che ha lavorato nella Divisione Attività Speciali della CIA.
- Fara Sherazi (stagione 4; ricorrente stagione 3), interpretata da Nazanin Boniadi, doppiata da Ilaria Latini.
È un'analista della CIA.
- Martha Boyd (stagione 4), interpretata da Laila Robins, doppiata da Alessandra Korompay.
Ambasciatrice degli Stati Uniti d'America in Pakistan.
- Otto Düring (stagione 5; guest star stagione 6), interpretato da Sebastian Koch, doppiato da Francesco Prando.
Filantropo tedesco e capo di Carrie.
- Alison Carr (stagione 5), interpretata da Miranda Otto, doppiata da Francesca Fiorentini.
Direttrice della stazione di Berlino, che lavora al fianco di Saul.
- Jonas Hollander (stagione 5), interpretato da Alexander Fehling, doppiato da Stefano Crescentini.
Consulente legale della Fondazione Düring e fidanzato di Carrie.
- Laura Sutton (stagione 5), interpretata da Sarah Sokolovic, doppiata da Chiara Gioncardi.
Giornalista americana a Berlino, che lavora per la Fondazione Düring.
- Elizabeth Keane (stagioni 6-7), interpretata da Elizabeth Marvel, doppiata da Anna Cesareni.
Presidente degli Stati Uniti d'America appena eletta.
- Max Piotrowski (stagioni 7-8; ricorrente stagioni 1-4, 6), interpretato da Maury Sterling, doppiato da Francesco Meoni.
È il fratello e socio di Virgil, esperto di sorveglianza indipendente.
- Brett O'Keefe (stagione 7; ricorrente stagione 6), interpretato da Jake Weber, doppiato da Marco Mete.
Conduttore radiofonico di destra, estremo oppositore del Presidente Keane.
- David Wellington (stagioni 7-8; guest star stagione 6), interpretato da Linus Roache, doppiato da Sergio Lucchetti.
Capo di gabinetto della Casa Bianca e "braccio destro" del Presidente Keane.
- Dante Allen (stagione 7), interpretato da Morgan Spector, doppiato da Gianfranco Miranda.
Vecchio amico di Carrie, che l'aiuta dopo il tentato omicidio del Presidente Keane.
- Yevgeny Gromov (stagione 8; ricorrente stagione 7), interpretato da Costa Ronin, doppiato da Emiliano Reggente.
Tenente colonnello del GRU e funzionario senior delle operazioni russo.
- Tasneem Qureishi (stagione 8; ricorrente stagione 4), interpretata da Nimrat Kaur, doppiata da Laura Romano.
Membro dell'Inter-Services Intelligence pakistana. In seguito lo dirige.
- Haissam Haqqani (stagione 8; ricorrente stagione 4), interpretato da Numan Acar, doppiato da Antonio Palumbo.
Terrorista pakistano e capo dei talebani.

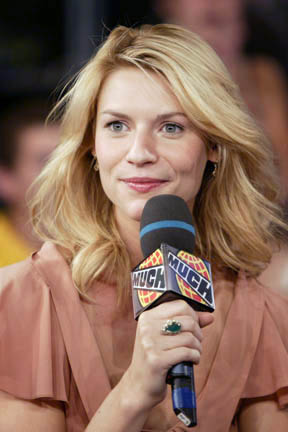
Claire Danes interpreta Carrie Mathison.
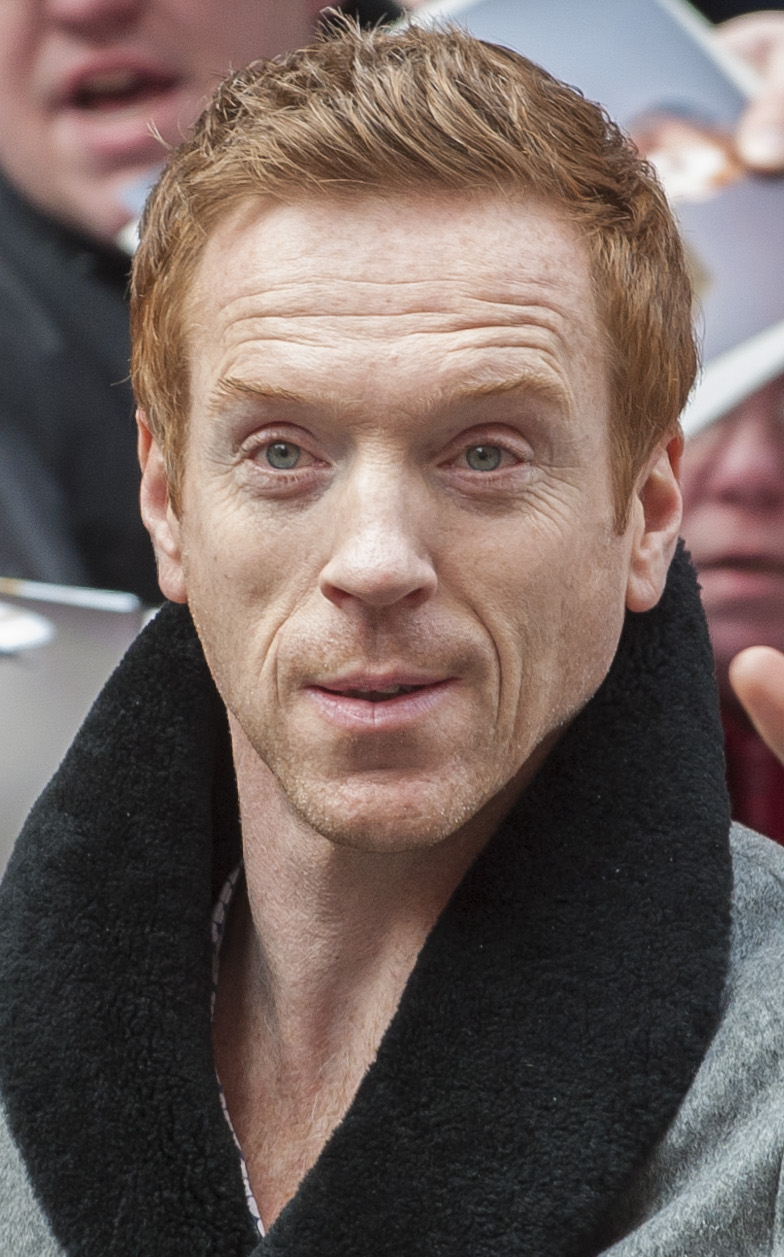
Damian Lewis interpreta Nicholas Brody.
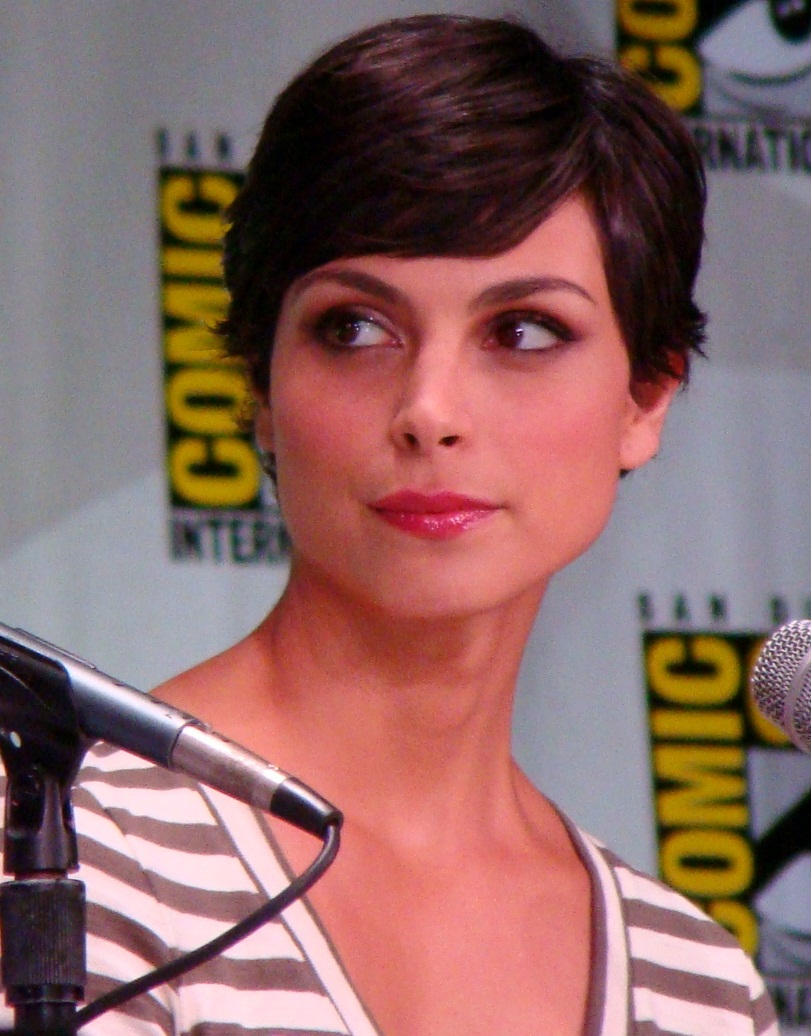
Morena Baccarin interpreta Jessica Brody.
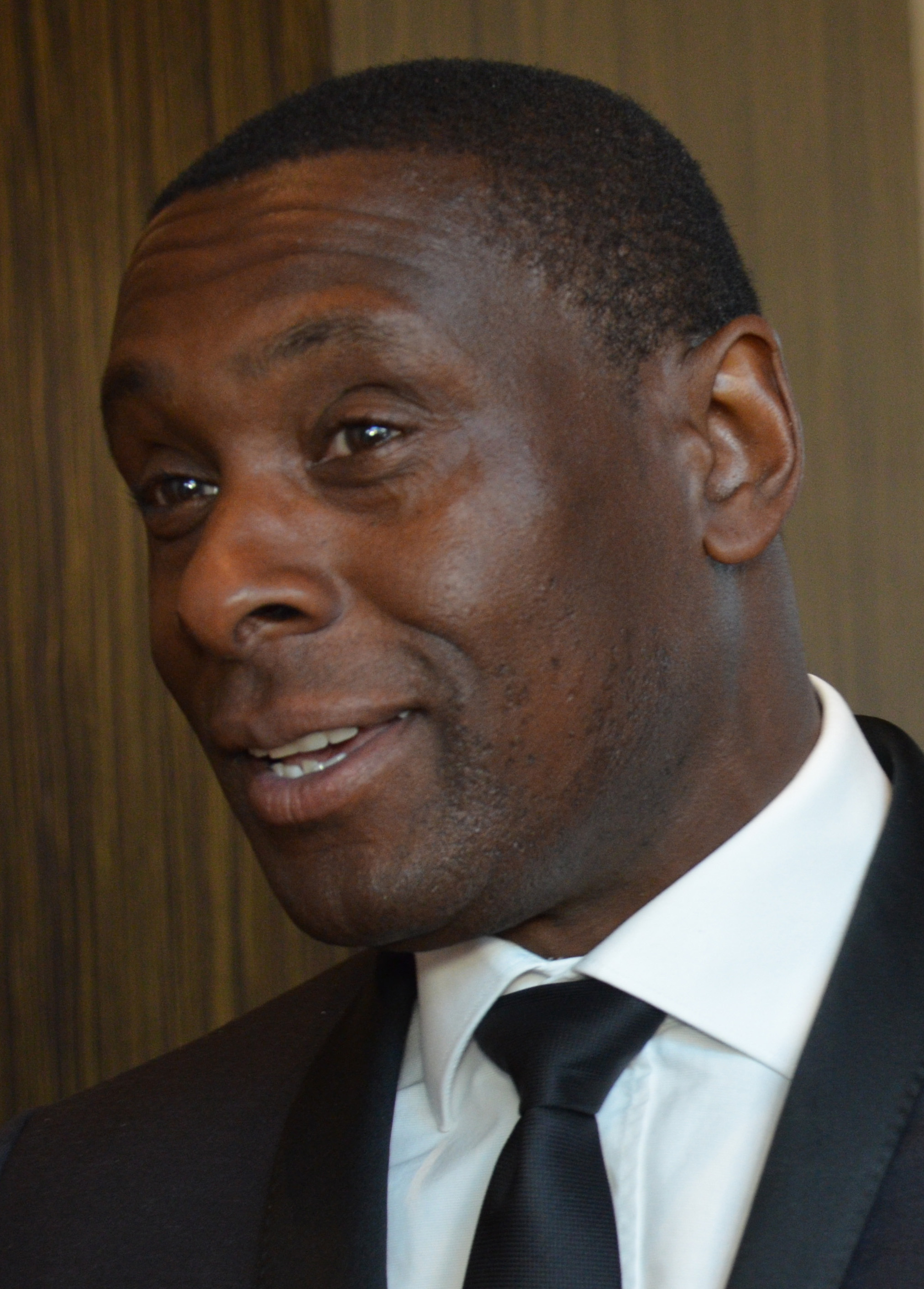
David Harewood interpreta David Estes.
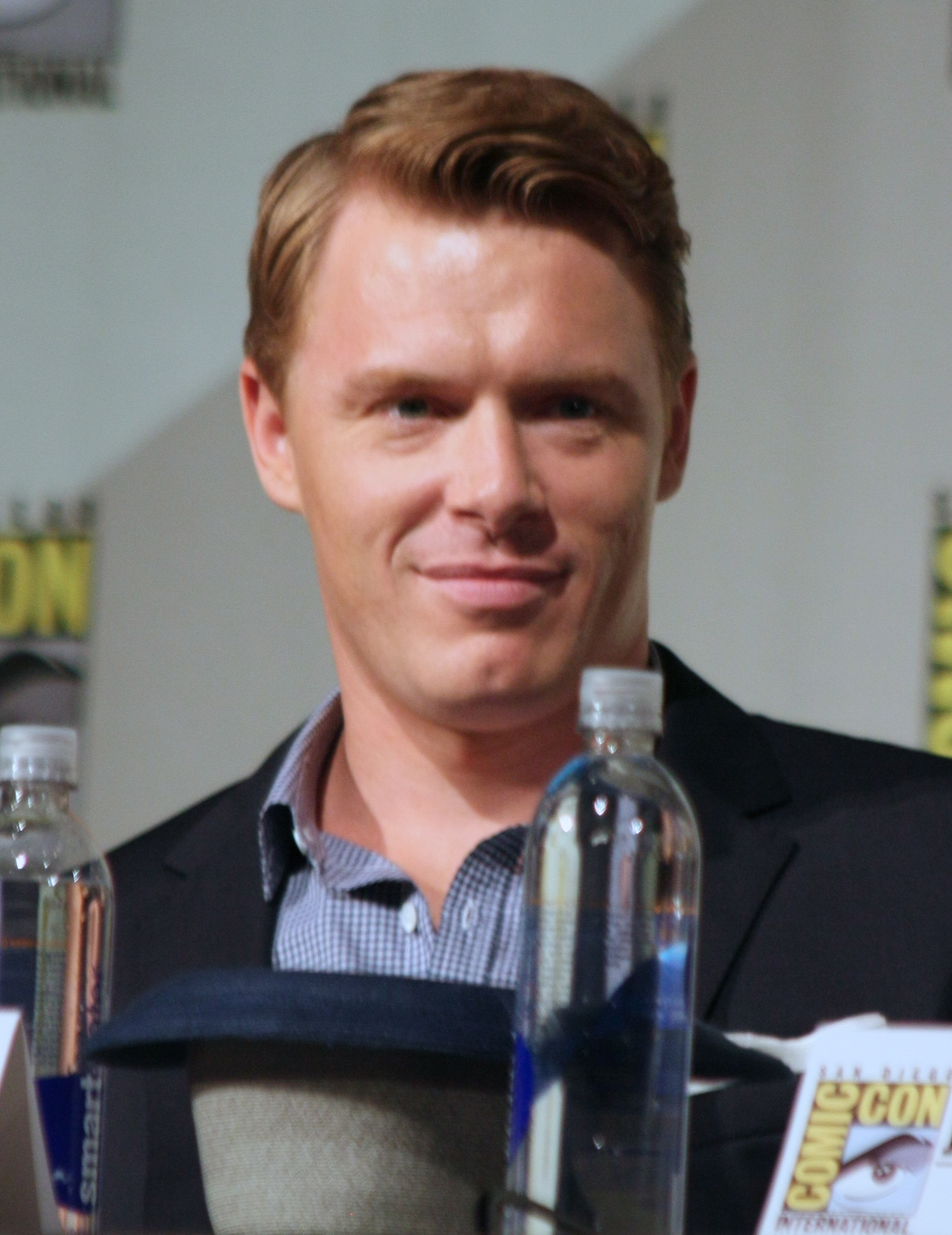
Diego Klattenhoff interpreta Mike Faber.
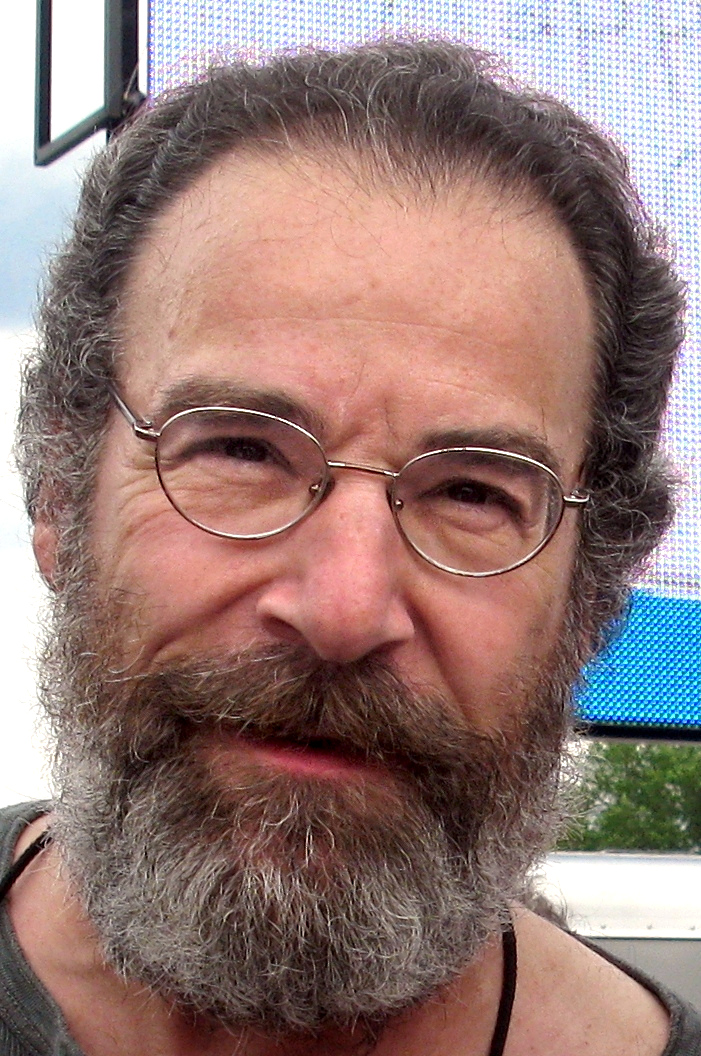
Mandy Patinkin interpreta Saul Berenson.
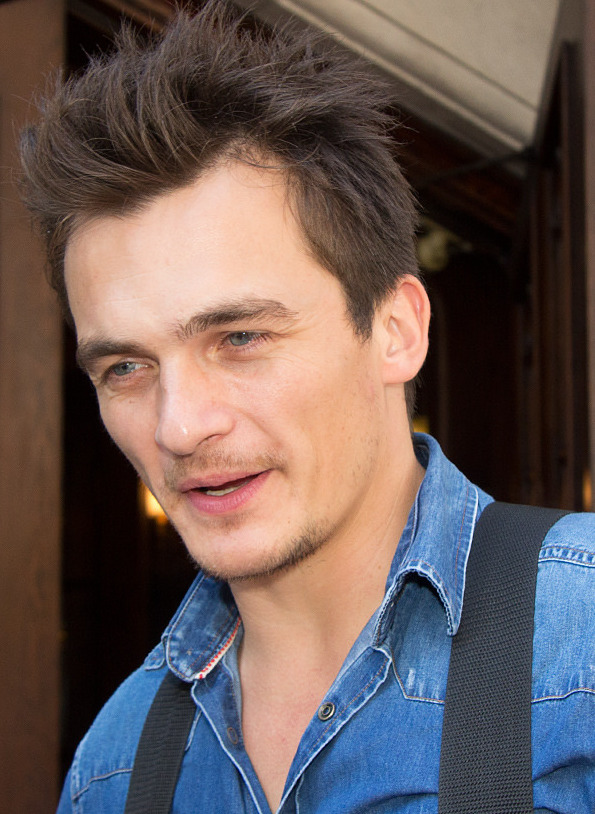
Rupert Friend interpreta Peter Quinn.
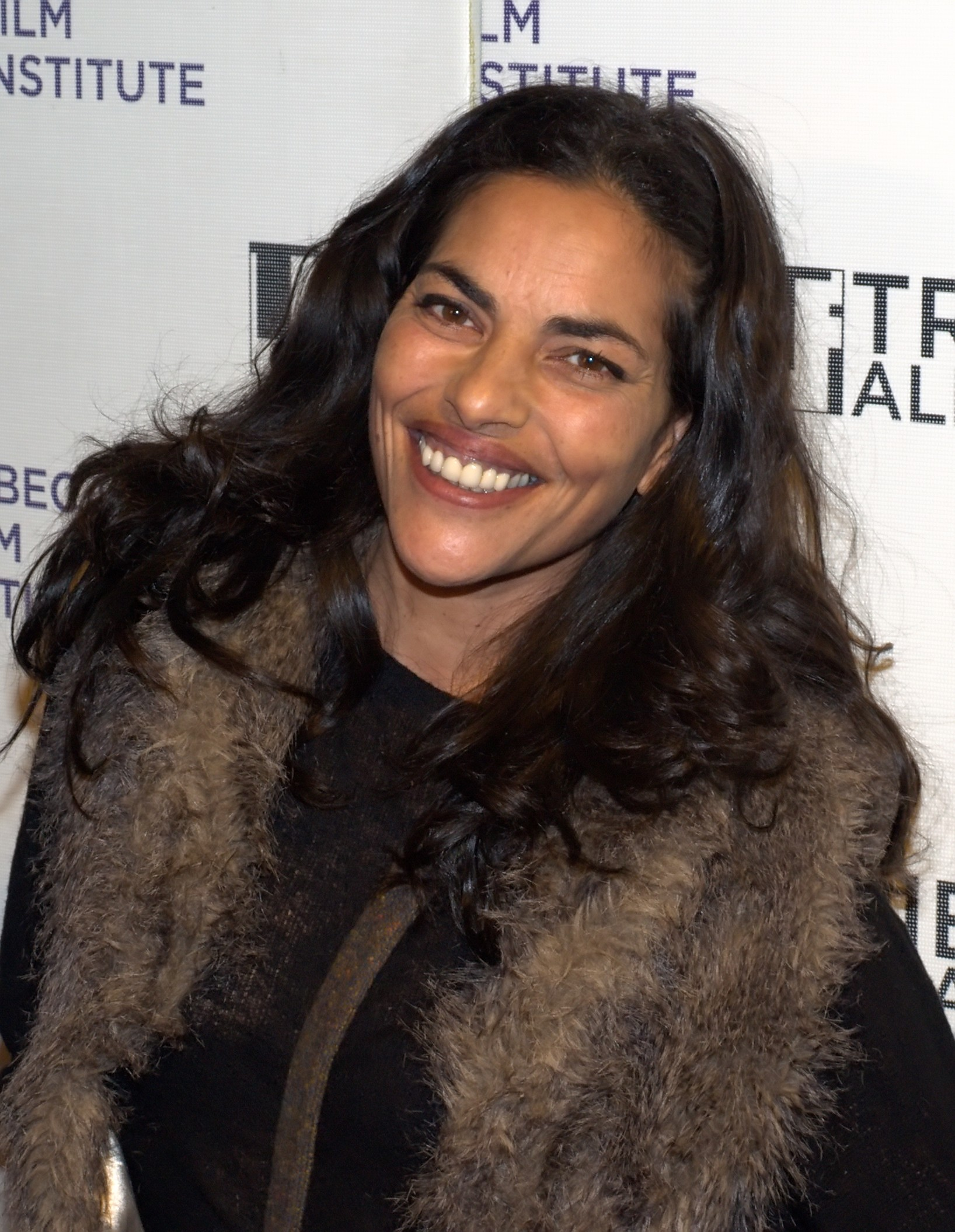
Sarita Choudhury interpreta Mira Berenson.
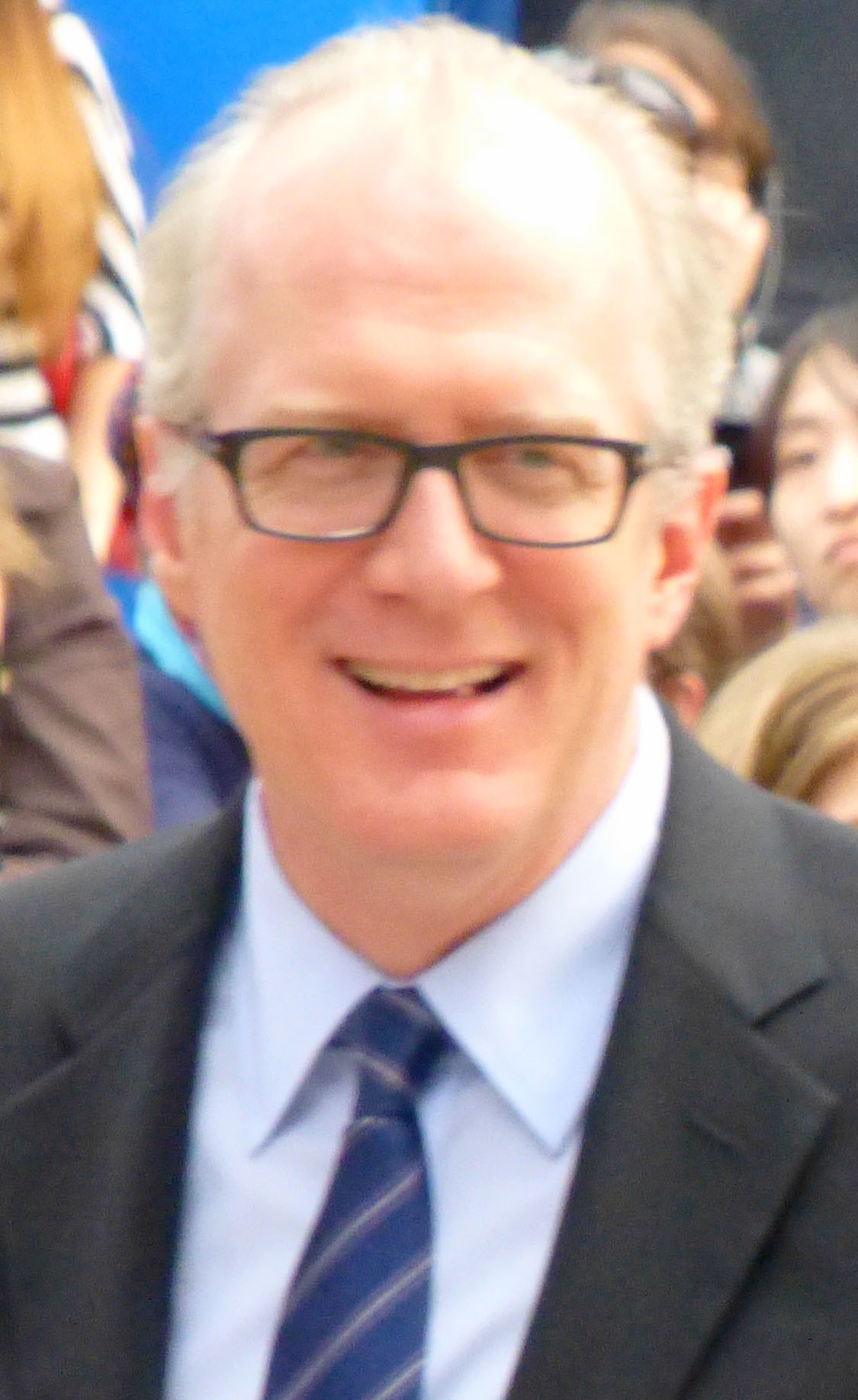
Tracy Letts interpreta Andrew Lockhart.
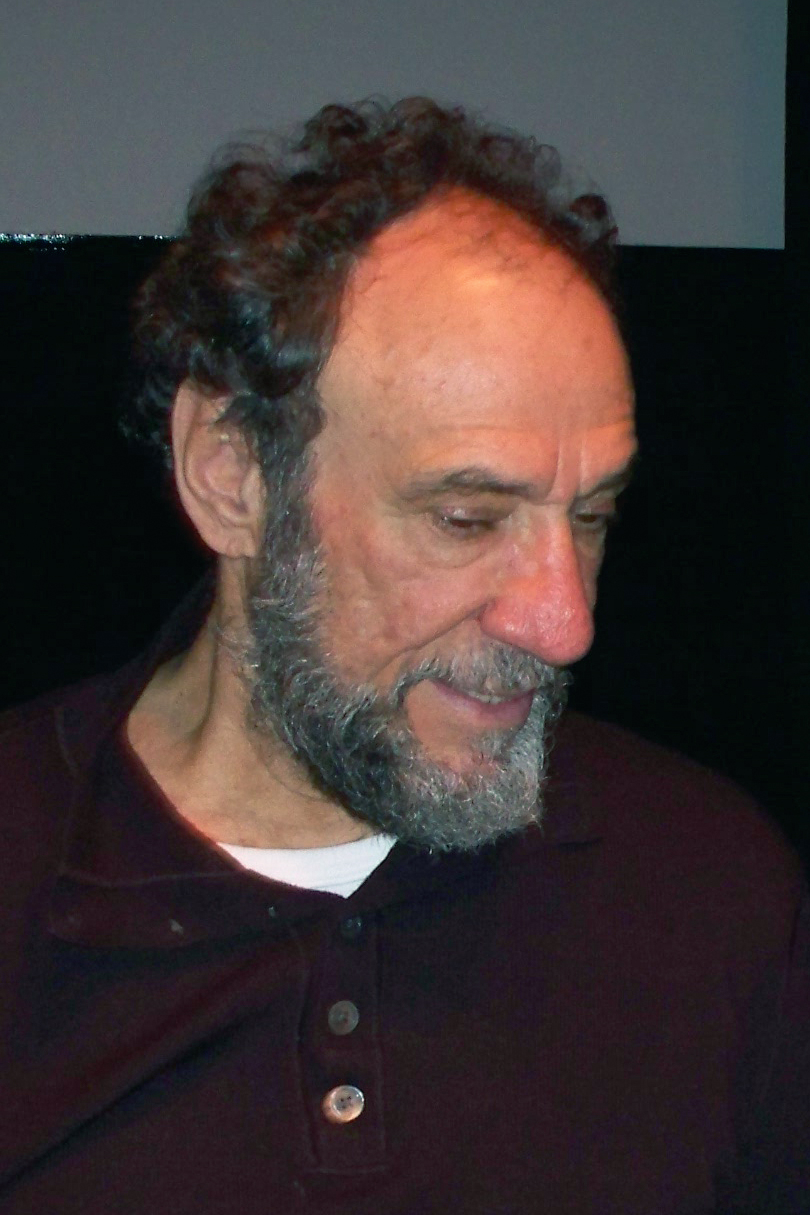
F. Murray Abraham interpreta Dar Adal.
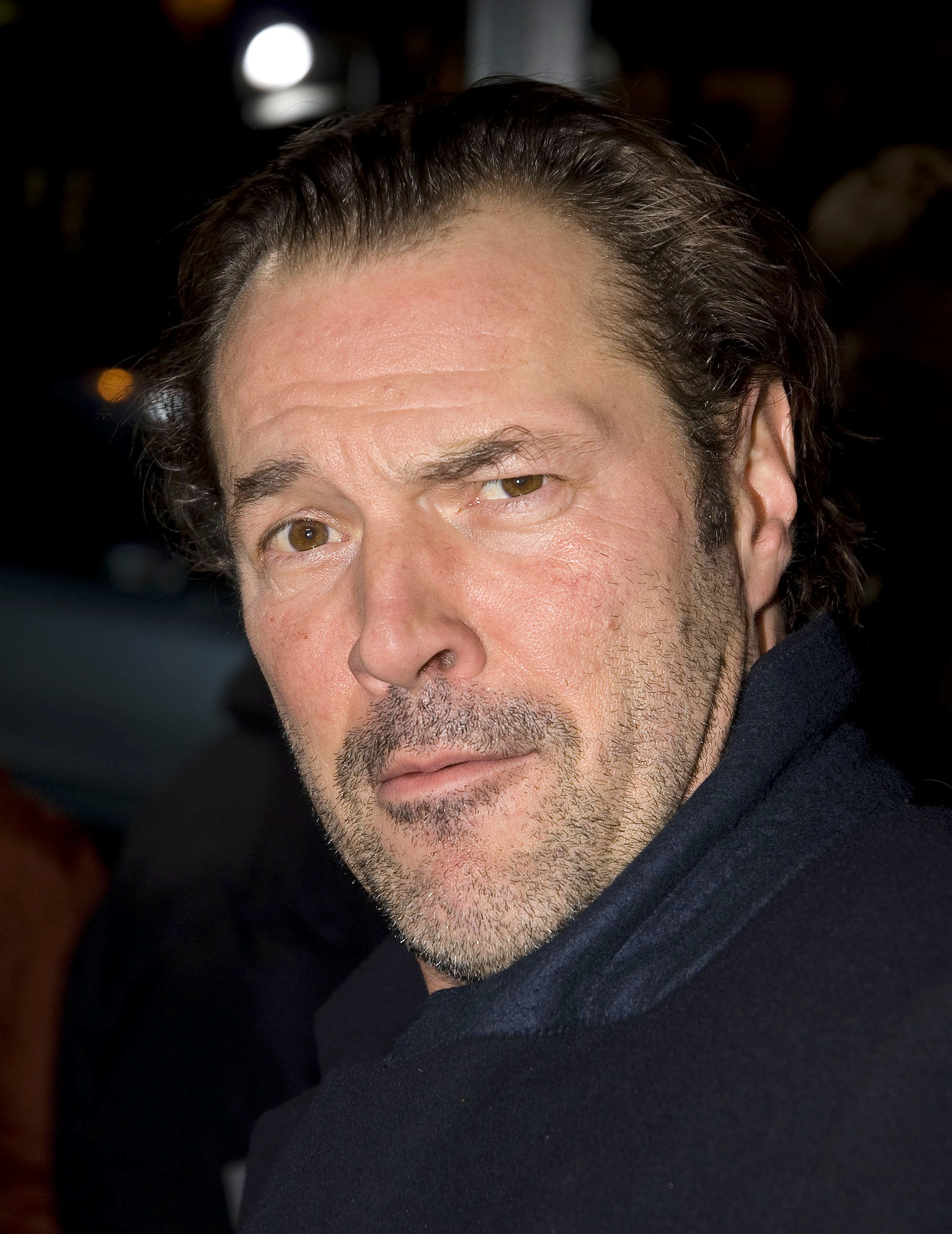
Sebastian Koch interpreta Otto Düring.
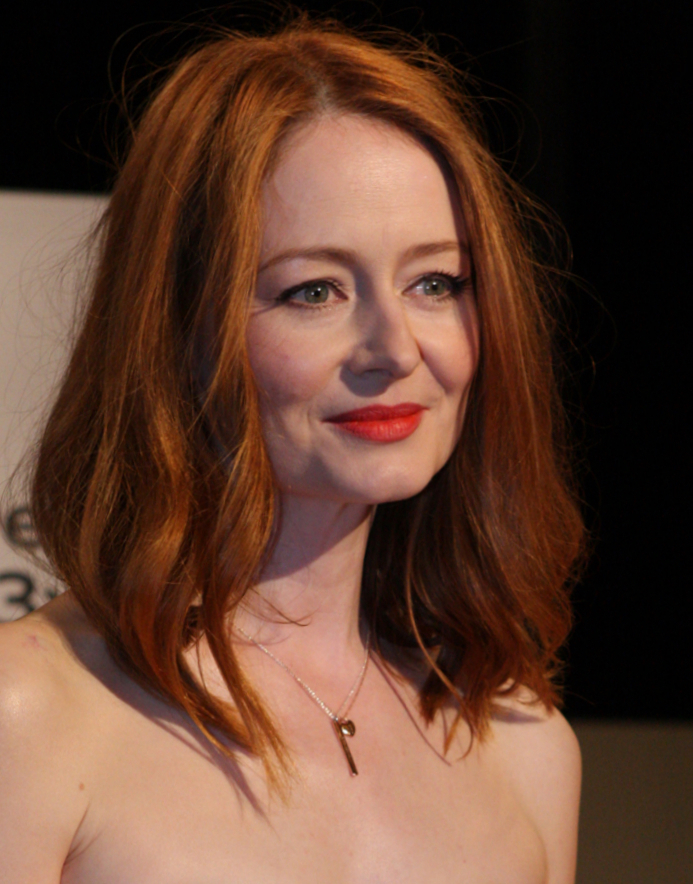
Miranda Otto interpreta Alison Carr.
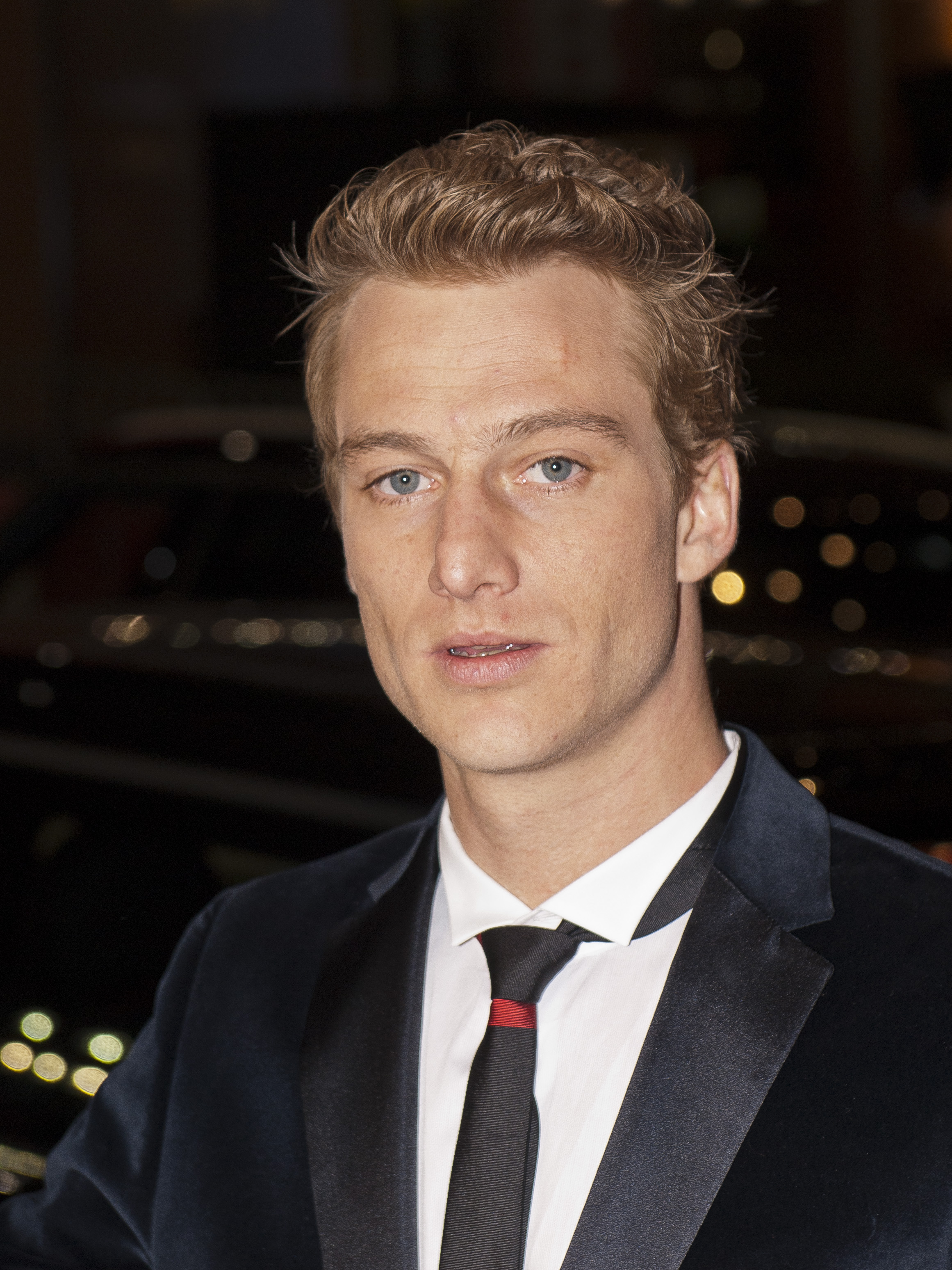
Alexander Fehling interpreta Jonas Hollander.
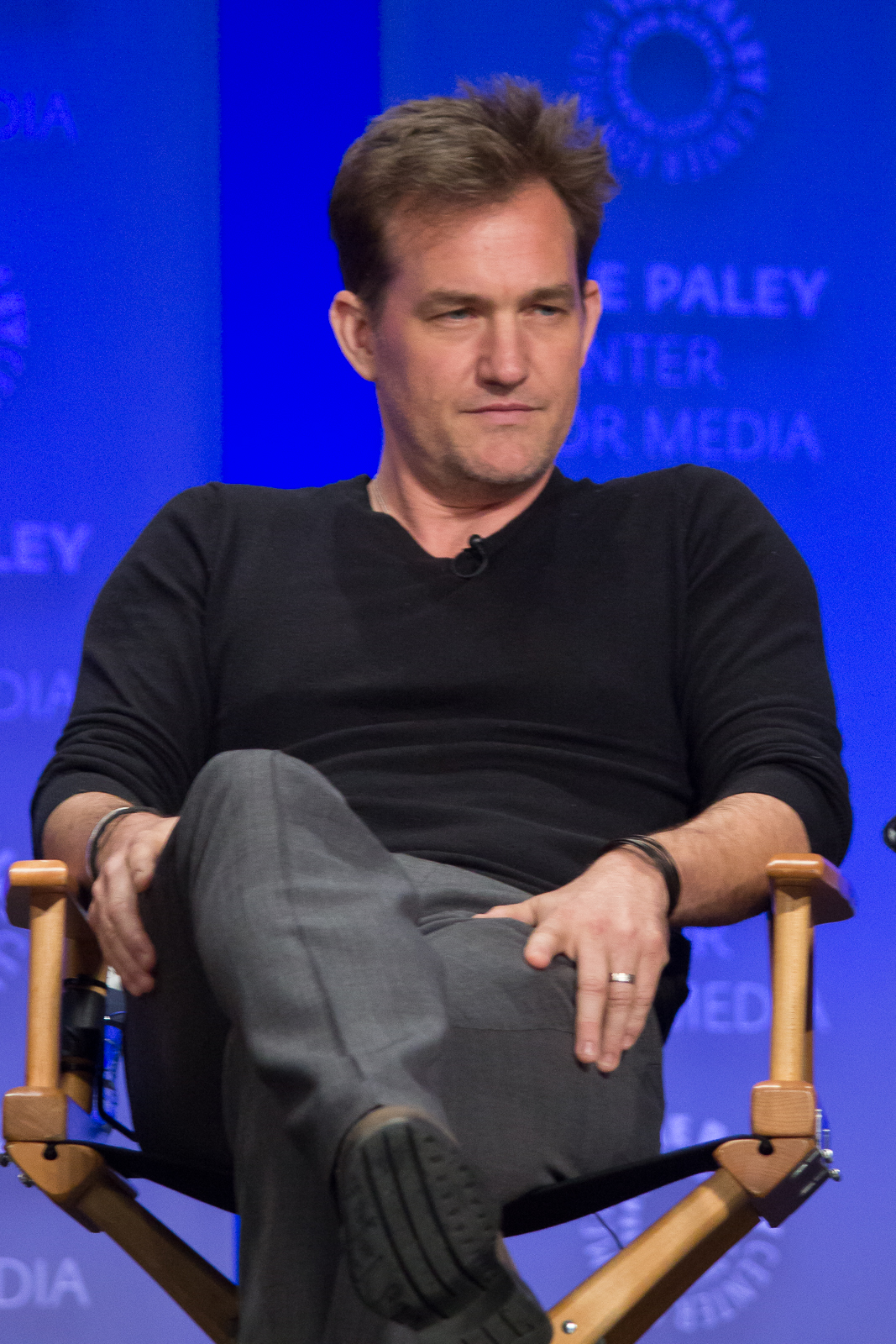
Maury Sterling interpreta Max Piotrowski
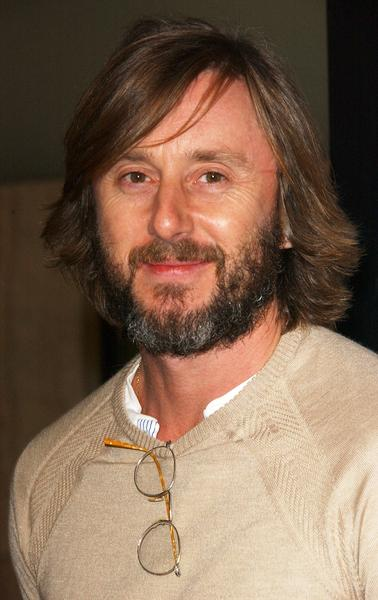
Jake Weber interpreta Brett O'Keefe
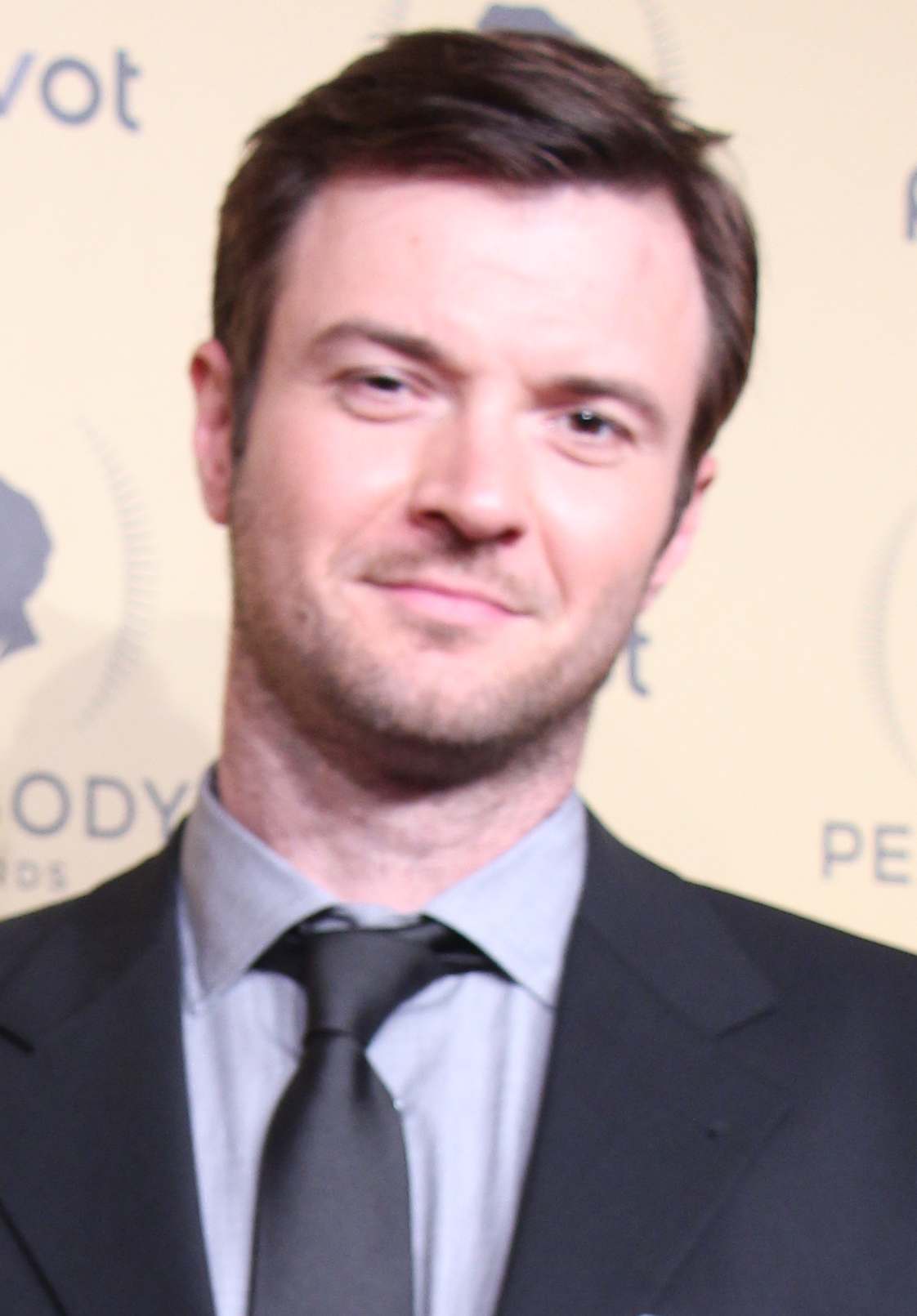
Costa Ronin, interpreta Yevgeny Gromov
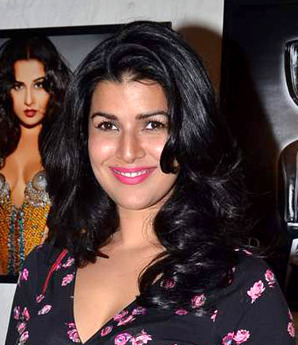
Nimrat Kaur interpreta Tasneem Qureshi
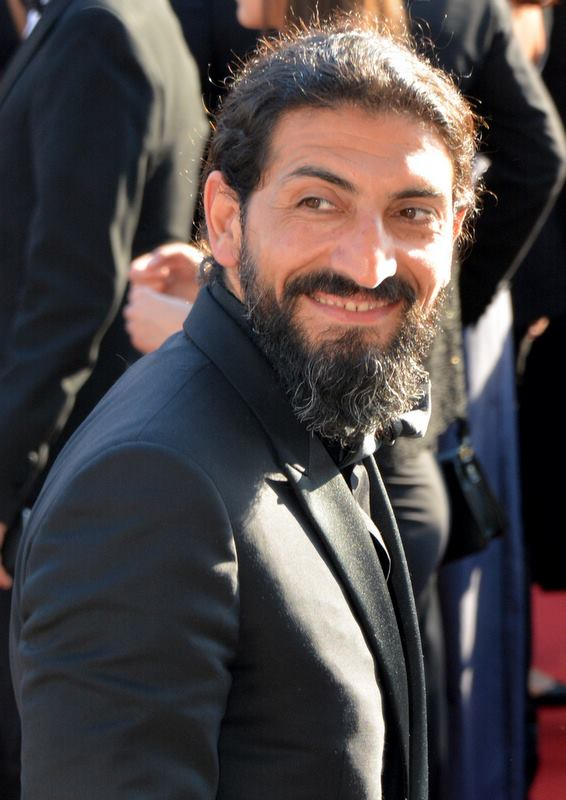
Numan Acar interpreta Haissam Haqqani

### Personaggi secondari
- Helen Walker (stagione 1), interpretata da Afton Williamson.
È la moglie di Tom Walker.
- Margaret "Maggie" Mathison (stagioni 1-4, 7-8), interpretata da Amy Hargreaves, doppiata da Giò Giò Rapattoni.
È la sorella di Carrie.
- Latif Bin Walid (stagione 1), interpretato da Alok Tewari.
È il maggiordomo del principe Farid.
- Raqim Faisel (stagione 1), interpretato da Omid Abtahi.
È un docente alla Bryden University di Washington e un'agente di al-Qaeda sotto copertura.
- Aileen Morgan (stagioni 1-2), interpretata da Marin Ireland, doppiata da Monica Migliori.
È la partner di Raqim.
- Danny Galvez (stagioni 1-2), interpretato da Hrach Titizian, doppiato da David Chevalier.
È un agente della CIA di origini libanesi, che lavora come analista.
- Frank Mathison (stagioni 1-3), interpretato da James Rebhorn, doppiato da Franco Zucca.
È il padre di Carrie.
- Larry (stagioni 1-2), interpretato da James Urbaniak.
È un interrogatore della CIA.
- Lauder Wakefield (stagioni 1-2), interpretato da Marc Menchaca.
È un ex-Marine che faceva parte del plotone di Brody e Walker.
- Tom Walker (stagioni 1, 3), interpretato da Chris Chalk, doppiato da Fabrizio Vidale.
È un terrorista al servizio di Abu Nazir.
- Mansour Al-Zahrani (stagione 1), interpretato da Ramsey Faragallah, doppiato da Gerolamo Alchieri.
È un diplomatico dell'Arabia Saudita.
- Agente speciale Hall (stagioni 1-3), interpretato da Billy Smith.
- Bassel (stagioni 1-2), interpretato da Nasser Faris.
- Roya Hammad (stagione 2), interpretata da Zuleikha Robinson, doppiata da Maura Cenciarelli.
È una giornalista che è segretamente in contatto con Abu Nazir.
- Joy Mendez (stagione 2), interpretata da Valerie Cruz.
- Finn Walden (stagione 2), interpretato da Timothée Chalamet, interpretato da Alex Polidori.
È il figlio del vicepresidente, che inizia a frequentare Dana Brody.
- Cynthia Walden (stagione 2), interpretata da Talia Balsam.
È la moglie di William Walden.
- Scott Ryan (stagioni 2-3, 8), interpretato da Tim Guinee.
- M.M. (stagione 2), interpretato da Mido Hamada.
- Mitchell Clawson (stagioni 2-3), interpretato da Chance Kelly.
- Leo Carras (stagione 3), interpretato da Sam Underwood, doppiato da Flavio Aquilone.
È il fidanzato problematico di Dana.
- Troy Richardson (stagione 3), interpretato da Gary Wilmes.
- Paul Franklin (stagione 3), interpretato da Jason Butler Harner.
- Majid Javadi (stagioni 3, 6), interpretato da Shaun Toub, doppiato da Francesco Bulckaen.
È il vicecapo dei servizi di Intelligence in Iran.
- Alan Bernard (stagione 3), interpretato da William Abadie.
- Michael Higgins (stagione 3), interpretato da William Sadler.
- Aayan Ibrahim (stagioni 4-5), interpretato da Suraj Sharma, doppiato da Niccolò Guidi.
Studente di medicina pakistano che ha perso la famiglia in un attacco di droni.
- Hank Wonham (stagioni 4-5), interpretato da Alex Lanipekun, doppiato da Guido Di Naccio.
Agente della CIA sul campo in Medio Oriente.
- Rahim (stagione 4), interpretato da Akshay Kumar.
- Kiran (stagione 4), interpretata da Shavani Seth, doppiata da Alessandra Arcese.
- Frances "Franny" Mathison (stagioni 4-7), interpretata da Claire e McKenna Keane (stagioni 6-7).
Figlia di Carrie e Brody.
- John Redmond (stagione 4), interpretato da Michael O'Keefe, doppiato da Lucio Saccone.
Vice capo della CIA in Pakistan.
- Dennis Boyd (stagione 4), interpretato da Mark Moses, doppiato da Maurizio Fiorentini.
Marito dell'ambasciatrice e professore di scienze politiche presso l'università di Islamabad.
- Aasar Khan (stagione 4), interpretato da Raza Jaffrey.
Tenente colonnello capo antiterrorismo dell'ISI.
- Bunran Latif (stagioni 4, 8), interpretato da Art Malik, doppiato da Michele Gammino (stagione 4) e da Antonio Sanna (stagione 8).
Generale pakistano in pensione.
- Astrid (stagioni 4-6), interpretata da Nina Hoss, doppiata da Cinzia De Carolis.
Ex amante di Quinn che lavora per l'ambasciata tedesca.
- Joe Crocker (stagioni 4-6), interpretato da John Getz.
- Numan (stagione 5), interpretato da Atheer Adel.
Hacker che scarica accidentalmente dei file segreti della CIA.
- Armand Korzenik (stagione 5), interpretato da Sven Schelker.
Amico di Numan.
- Mills (stagione 5), interpretato da Micah Hauptman.
Operatore alla stazione della CIA di Berlino.
- Etai Luskin (stagioni 5-6), interpretato da Allan Corduner.
Ambasciatore israeliano in Germania.
- Ivan Krupin (stagioni 5, 7), interpretato da Mark Ivanir.
Agente dei servizi segreti russi.
- Qasim (stagione 5), interpretato da Alireza Bayram.
- Bibi Hamad (stagione 5), interpretato da René Ifrah.
Medico che aiuta Peter Quinn.
- Conrad Fuller (stagione 5), interpretato da Morocco Omari.
- Tova Rivlin (stagioni 5-7), interpretato da Hadar Ratzon-Rotem.
- Rob Emmons (stagione 6), interpretato da Hill Harper, doppiato da Roberto Gammino.
Capo di gabinetto della presidente eletta Keane.
- Jamie McClendon (stagioni 6-7), interpretato da Robert Knepper, doppiato da Loris Loddi.
Generale del Dipartimento della Difesa.
- Ray Conlin (stagione 6), interpretato da Dominic Fumusa, doppiato da Simone Mori.
Agente speciale dell'FBI.
- Reda Hashem (stagione 6), interpretato da Patrick Sabongui.
Professore di legge e avvocato della comunità islamica americana.
- Aby Bah (stagione 6), interpretata da Zainab Jah, doppiata da Alessandra Cassioli.
- Sekou Bah (stagione 6), interpretato da J. Mallory McCree, doppiato da Flavio Aquilone.
- Simone Bah (stagione 6), interpretata da Ashley Sharpe Chestnut, doppiata da Gemma Donati.
- Saad Mahsud (stagione 6), interpretato da Leo Manzari.
- Porteous Belli (stagione 6), interpretato da C.J. Wilson.
- Farhad Nafisi (stagione 6), interpretato da Bernard White.
- Agente Thoms (stagione 6), interpretato da James Mount.
- Nate Joseph (stagione 6), interpretato da Seth Numrich.
- Christine Lonas (stagioni 6-7), interpretata da Marin Hinkle.
- George Pallis (stagione 6), interpretato da David Thornton.
- Sharon Aldright (stagioni 6-7), interpretata da Lesli Margherita.
Assistente di O'Keefe.
- Dorit (stagioni 6, 8), interpretata da Jacqueline Antaramian.
Sorella di Saul.
- Reiko Umon (stagioni 6-7), interpretata da Julee Cerda.
- Sam Paley (stagione 7), interpretato da Dylan Baker, doppiato da Roberto Pedicini.
Senatore degli Stati Uniti anticonformista dell'Arizona che guida un'indagine aggressiva nell'amministrazione della Keane.
- Janet Bayne (stagione 7), interpretata da Ellen Adair.
Segretaria di Paley.
- Bill Dunn (stagione 7), interpretato da Mackenzie Astin.
È il marito di Maggie.
- Josie Mathison Dunn (stagione 7), interpretata da Courtney Grosbeck, doppiata da Vittoria Bartolomei.
È la figlia di Maggie e Bill.
- Simone Martin (stagione 7), interpretata da Sandrine Holt, doppiata da Laura Romano.
È la compagna di David Wellington e capitano del GRU sotto copertura.
- Agente speciale Maslin (stagione 7), interpretato da Matt Servitto.
- Dottoressa Lori Meyer (stagione 7), interpretata da Sakina Jaffrey, doppiata da Tiziana Avarista.
Psichiatra di Carrie.
- Bo Elkins (stagione 7), interpretato da David Maldonado.
Colui che trova rifugio a O'Keefe.
- J.J. Elkins (stagione 7), interpretato da Colton Ryan, doppiato da Federico Bebi.
Figlio di Bo.
- Thomas Anson (stagione 7), interpretato da James D'Arcy, doppiato da Fabrizio De Flaviis.
Ex agente di operazioni speciali.
- Stein (stagione 7), interpretato da William Popp.
Membro della cerchia di Anson.
- Dominique "Doxie" Marquis (stagione 7), interpretato da Clé Bennett.
Membro della cerchia di Anson.
- Carter Bennet (stagione 7), interpretato da Ari Fliakos.
Membro della cerchia di Anson.
- Sandy Langmore (stagione 7), interpretata da Catherine Curtin, doppiata da Valeria Perilli.
Ex agente CIA e membro dell'unità operativa di Saul.
- Clint Prower (stagione 7), interpretato da Peter Vack, doppiato da Davide Perino.
Esperto informatico e membro dell'unità operativa di Saul.
- Ralph Warner (stagioni 7-8), interpretato da Beau Bridges.
Vicepresidente degli Stati Uniti di Elizabeth Keane. In seguito presidente degli Stati Uniti.
- Viktor Makarov (stagioni 7-8), interpretato da Elya Baskin.
Ambasciatore della Russia negli Stati Uniti.
- Sergei Mirov (stagioni 7-8), interpretato da Merab Ninidze.
Superiore di Gromov.
- Jim (stagione 7), interpretato da Damian Young.
Capo della base CIA a Mosca.
- Abdul Qadir G'ulom (stagione 8), interpretato da Mohammad Bakri, doppiato da Gerolamo Alchieri.
Vicepresidente dell'Afghanistan. In seguito nuovo presidente.
- Jenna Bragg (stagione 8), interpretata da Andrea Deck, doppiata da Gaia Bolognesi.
Agente della CIA a Kabul.
- Mike Dunne (stagione 8), interpretato da Cliff Chamberlain, doppiato da Marco Vivio.
Capo della base CIA a Kabul.
- John Durkin (stagione 8), interpretato da Charles Brice.
- Drew Soto (stagione 8), interpretato da Sam Chance.
- Arturo Gonzales (stagione 8), interpretato da Octavio Rodriguez.
- Justin Wenzel (stagione 8), interpretato da Victor Almanzar.
- Alan Yager (stagione 8), interpretato da Jason Tottenham, doppiato da Francesco Pezzulli.
- Charlie Stoudt (stagione 8), interpretato da Emilio Cuesta.
- Benjamin Hayes (stagione 8), interpretato da Sam Trammell, doppiato da Roberto Certomà.
Vicepresidente degli Stati Uniti. In seguito nuovo presidente.
- Jalal Haqqani (stagione 8), interpretato da Elham Ehsas, doppiato da Maurizio Merluzzo.
Figlio minore di Haissam ancora in vita.
- Balach (stagione 8), interpretato da Seear Kohi.
- Generale Mears (stagione 8), interpretato da Eugene Lee.
- Generale Owens (stagione 8), interpretato da Terry Serpico.
- Janet Gaeto (stagione 8), interpretata da Tracy Shayne.
- Firooz (stagione 8), interpretato da Mustafa Haidari.
- Vanessa Kroll (stagione 8), interpretata da Karen Pittman.
- John Zabel (stagione 8), interpretato da Hugh Dancy, doppiato da Emiliano Coltorti.
Consigliere di politica estera.

## Produzione
Homeland  è basata sulla serie israeliana di Gideon Raff intitolata Hatufim, conosciuta anche con il titolo Prisoners of War. Homeland fu ideata da Howard Gordon, Alex Gansa e Gideon Raff nei primi mesi del 2010. Il 19 settembre 2010 Showtime ordinò l'episodio pilota, che diventò il primo progetto intrapreso da David Nevins dopo avere lasciato la Imagine Entertainment per diventare presidente di Showtime.. Howard Gordon, Alex Gansa e Gideon Raff sono gli autori del pilot, mentre la regia fu affidata a Michael Cuesta. Inizialmente la regia del pilota era stata proposta a Ben Affleck, che dovette rifiutare per impegni familiari. Le riprese dell'episodio pilota si svolsero a Charlotte, nella Carolina del Nord, nei primi mesi del 2011.

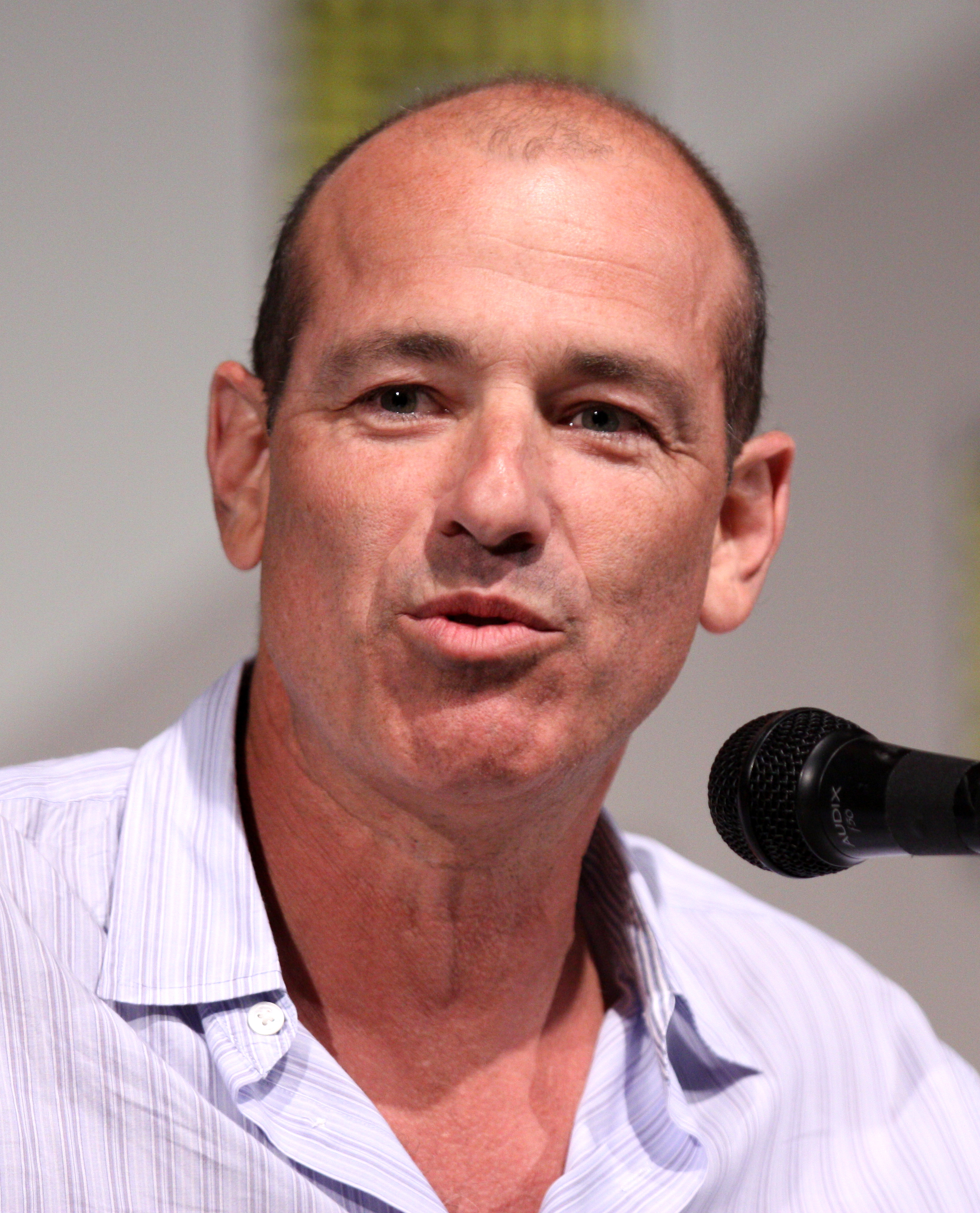
Howard Gordon, uno dei creatori e produttori della serie

Il casting ebbe inizio nel novembre 2010; Claire Danes fu la prima a essere ingaggiata per il ruolo della protagonista Carrie Mathison, un ufficiale della CIA del Centro Antiterrorismo. In seguito si unì al cast Mandy Patinkin nel ruolo del mentore di Carrie, Saul Berenson, un intelligente e politicamente esperto Capo Divisione in Medio Oriente dell'agenzia. Laura Fraser ottenne il ruolo di Jessica Brody, moglie del marine Nicholas Brody. Successivamente si unirono al cast anche Damian Lewis e David Harewood. Lewis interpreta il ruolo del co-protagonista Nicholas Brody, un sergente dei Marine che torna a casa dopo avere trascorso otto anni come prigioniero di guerra a Baghdad, mentre Harewood interpreta la parte del capo di Carrie, David Estes, il più giovane direttore del Centro Antiterrorismo nella storia dell'agenzia. Diego Klattenhoff, Morgan Saylor e Jackson Pace furono gli ultimi attori a unirsi al cast principale.
Il 7 aprile 2011 Showtime diede il semaforo verde alla serie, ordinando una prima stagione di 12 episodi. In quell'occasione il network annunciò inoltre che Laura Fraser, oltre al pilota, non avrebbe più interpretato Jessica Brody; il suo ruolo fu infatti assegnato a Morena Baccarin, che ottenne la parte dopo la cancellazione della serie televisiva V. Michael Cuesta, regista del pilot, si unì alla serie come produttore esecutivo.
Il 21 luglio 2011, durante il Comic-Con di San Diego, Showtime annunciò che i nomi dei personaggi interpretati da Claire Danes e Damian Lewis erano stati ribattezzati rispettivamente in Carrie Mathison e Nicholas Brody. La serie fece il suo debutto nei palinsesti statunitensi il 2 ottobre 2011, mentre l'episodio pilota era già stato distribuito online dal 13 settembre. La serie è prodotta dalla Fox 21, una sussidiaria della 20th Century Fox.
Dopo una positiva accoglienza di pubblico e critica il 26 ottobre 2011 venne annunciato il rinnovo della serie per una seconda stagione di dodici episodi, che ha debuttato il 30 settembre 2012. Nel marzo 2012 viene annunciato che Jamey Sheridan, già personaggio ricorrente nella prima stagione nel ruolo del vicepresidente degli Stati Uniti d'America William Walden, dalla seconda stagione diventa regular.
Grazie agli ottimi ascolti della seconda stagione il 22 ottobre 2012 la serie venne rinnovata per una terza stagione sempre di dodici episodi andata in onda dal 29 settembre 2013 negli Stati Uniti.
Per gli stessi motivi il 22 ottobre 2013 venne annunciata la produzione di una quarta stagione, la quale ha registrato ottimi ascolti e ha convinto Showtime a rinnovare la serie per una quinta stagione di 12 episodi, che venne trasmessa nel 2015.
Il 9 dicembre 2015 la serie venne rinnovata per una sesta stagione di dodici episodi trasmessa dal 15 gennaio 2017. L'11 agosto 2016, Homeland venne rinnovata anche per una settima e un'ottava stagione, l'ultima della serie.

## Accoglienza

### Pubblico
Al suo debutto Homeland ha ricevuto un ottimo riscontro da parte del pubblico. L'episodio pilota è stato il più visto degli ultimi otto anni sul network Showtime ed è stato seguito da circa 1,38 milioni di spettatori nella serata del debutto televisivo; preceduto da circa 1,4 milioni di visualizzazioni attraverso i canali online e on demand, attraverso i quali era stato distribuito durante il mese precedente.

### Critica
La serie è stata lodata dalla critica, registrando un punteggio di 91 su 100 sull'aggregatore di recensioni Metacritic. Il TIME, così come altre testate, ha apprezzato in modo particolare le interpretazioni di Claire Danes e Damian Lewis. Il New York Post, assegnando una valutazione di quattro stelle su quattro, ha definito Homeland la miglior serie thriller trasmessa negli Stati Uniti. Secondo il Los Angeles Times è la prima serie che racconta una storia post 11 settembre che ha tutti gli elementi che dovrebbe avere: politicamente risonante, emotivamente straziante e avvincente da guardare. TV Guide ha indicato Homeland come la miglior nuova serie dell'autunno televisivo, mentre il Washington Post ha individuato nell'interpretazione di Claire Danes il principale punto di forza della serie, definendo Carrie Mathison il personaggio femminile più solido della stagione. Il New York Times l'ha definita una sorta di 24 per adulti, senza effetti speciali spettacolari o assurdi diversivi, giudicandola come una serie a cui è impossibile resistere.
La seconda stagione della serie è stata accolta persino meglio della prima, ottenendo un punteggio di 96 su 100 sul sito Metacritic, facendola così diventare la serie televisiva in onda nell'autunno 2012 con il punteggio più alto. Il Wall Street Journal ha lodato la seconda stagione, definendo Homeland la miglior serie televisiva drammatica in televisione. Altre testate hanno scritto recensioni estremamente positive nei suoi riguardi, quali USA Today, TV Guide, San Francisco Chronicle, Los Angeles Times, People Weekly, New York Daily News, Boston Globe, New York Post e The Huffington Post, tutte quante conferendole il massimo del punteggio consentito.

## Riconoscimenti
- 2011 - Writers Guild of America Award
  - Miglior nuova serie televisiva
  - Miglior episodio di una serie drammatica a Henry Bromell (per l'episodio La macchina della verità)
  - Nomination Miglior serie drammatica
- 2011 - Directors Guild of America Award
  - Nomination Miglior regista in una serie drammatica a Michael Cuesta (per l'episodio Eroe di guerra)
- 2011 - American Film Institute Awards
  - Top 10 programmi TV
- 2011 - Satellite Award
  - Nomination Miglior attrice in una serie drammatica a Claire Danes
- 2011 - Peabody Award
  - Vincitore
- 2012 - Golden Globe
  - Miglior serie drammatica
  - Migliore attrice in una serie drammatica a Claire Danes
  - Nomination Miglior attore in una serie drammatica a Damian Lewis
- 2012 - TCA Awards
  - Miglior nuovo programma TV
  - Miglior recitazione individuale in una produzione drammatica a Claire Danes
  - Nomination Programma TV dell'anno
  - Nomination Miglior produzione drammatica
- 2012 - Critics' Choice Television Award
  - Miglior serie TV drammatica
  - Miglior attrice in una serie TV drammatica a Claire Danes
  - Nomination Miglior attore in una serie TV drammatica a Damian Lewis
- 2012 - Eddie Award
  - Miglior montaggio per una serie TV a Jordan Goldman e David Latham (per l'episodio Eroe di guerra)
- 2012 - Edgar Award
  - Miglior sceneggiatura per un episodio TV a Gideon Raff, Howard Gordon ed Alex Gansa (per l'episodio Eroe di guerra)
- 2012 - Golden Reel Awards
  - Miglior montaggio sonoro per la TV a Jeffree Bloomer e Mark Lanza
- 2012 - Emmy Awards
  - Miglior serie drammatica
  - Miglior attore in una serie drammatica a Damian Lewis
  - Miglior attrice in una serie drammatica a Claire Danes
  - Miglior sceneggiatura di una serie drammatica ad Alex Gansa, Howard Gordon e Gideon Raff (per l'episodio Eroe di guerra)
  - Miglior montaggio di una serie drammatica a Jordan Goldman e David Latham (per l'episodio Eroe di guerra)
  - Miglior casting per una serie drammatica Lisa Mae Fincannon, Judy Henderson, Libby Goldenstein, Craig Fincannon e Junie Lowry-Johnson
  - Nomination Miglior regista di una serie drammatica a Michael Cuesta (per l'episodio Eroe di guerra)
- 2012 - Satellite Award
  - Miglior serie drammatica
  - Miglior attrice in una serie drammatica a Claire Danes
  - Miglior attore in una serie drammatica a Damian Lewis
- 2013 - Golden Globe
  - Miglior serie drammatica
  - Miglior attore in una serie drammatica a Damian Lewis
  - Miglior attrice in una serie drammatica a Claire Danes
  - Nomination Miglior attore non protagonista in una serie a Mandy Patinkin
- 2013 - Emmy Awards
  - Miglior attrice in una serie drammatica a Claire Danes
  - Miglior sceneggiatura di una serie drammatica a Henry Bromell (per l'episodio L'interrogatorio)
  - Nomination Miglior serie drammatica
  - Nomination Miglior attore in una serie drammatica a Damian Lewis
  - Nomination Miglior attore non protagonista in una serie drammatica a Mandy Patinkin
  - Nomination Miglior attrice non protagonista in una serie drammatica a Morena Baccarin
  - Nomination Miglior regia per una serie drammatica a Lesli Linka Glatter (per l'episodio L'interrogatorio)
  - Nomination Miglior attore guest star in una serie drammatica a Rupert Friend
  - Nomination Miglior casting per una serie drammatica a Judy Henderson, Craig Fincannon e Lisa Mae Fincannon
  - Nomination Miglior fotografia per una serie single-camera a Nelson Cragg (per l'episodio Ritorno a Beirut)
  - Nomination Miglior missaggio per una serie drammatica o commedia (episodi di un'ora) a Larry Long, Nello Torri, Alan Decker e Larold Rebhun (per l'episodio Ritorno a Beirut)
- 2014 - Emmy Awards
  - Nomination Miglior attrice in una serie drammatica a Claire Danes
  - Nomination Miglior attore non protagonista in una serie drammatica a Mandy Patinkin
- 2015 - Directors Guild of America Award
  - Miglior regista per una serie tv drammatica a Lesli Linka Glatter per l'episodio Operazione Haqqani
  - Nomination Miglior regista per una serie tv drammatica a Dan Attias per l'episodio 13 ore a Islamabad
- 2015 - Golden Globe
  - Nomination Migliore attrice in una serie drammatica a Claire Danes

## Altre opere
Dalla serie televisiva Andrew Kaplan ha tratto due romanzi, Carrie's Run: A Homeland Novel nel 2013 (pubblicato in Italia da Mondadori con il titolo Homeland: In fuga) e Saul's Game: A Homeland Novel nel 2014. In lingua inglese sono state pubblicate inoltre due guide alla serie televisiva, Homeland Revealed di Matt Hurwitz (con prefazione di Alex Gansa) del 2014 che affronta le prime tre stagioni, con un ampio corredo fotografico che mostra il dietro le quinte della produzione, e Homeland: The Unofficial Guide to Season One & Two, un breve compendio alle prime due stagioni in formato ebook.
In lingua italiana alcuni articoli o capitoli in volumi dedicati alla serialità televisiva in generale hanno proposto interessanti letture e analisi critiche di Homeland, dei suoi personaggi e delle sue tematiche. Sempre in italiano, nel 2016, è stato inoltre pubblicato da Edizioni Estemporanee il primo libro interamente incentrato sulla serie televisiva, Homeland. Paura e sicurezza nella Guerra al terrore di Giacomo Tagliani. Il saggio affronta le prime 5 stagioni da un punto di vista tematico e formale attraverso cinque concetti chiave (segreti, identità, guerra, schermi, spie), sviluppando "un percorso rivolto a indagare i nessi tra esperienza e finzione, tra la relazione soggettiva con il mondo e la sua messa in forma, nella cornice circoscritta di una singola serie".